# Pols intergalàctica
La pols intergalàctica és una pols còsmica al mig de les  galàxies en l'espai intergalàctic. L'evidència de la pols intergalàctica va ser suggerit ja el 1949, i l'estudi d'aquesta va créixer al llarg del segle xx. Hi ha variacions grans en la distribució de pols intergalàctica. La pols pot afectar els mesuraments de les distàncies intergalàctiques, com també supernoves i quàsars en altres galàxies.
La pols intergalàctica pot ser una part de núvols de pols intergalàctica, demostrat l'existència al voltant d'algunes altres galàxies des dels anys 1960. Per la dècada de 1980, almenys quatre núvols de pols intergalàctica van ser descoberts dins de diversos megaparsec (Mpc) de la galàxia de la Via Làctia, i un exemple d'aquest és el núvol Okroy.
El febrer de 2014, la NASA va anunciar una base de dades enormement millorada per al seguiment dels hidrocarburs aromàtics policíclics en l'univers. Segons els científics, més del 20% del carboni en l'univers pot estar associada amb hidrocarburs aromàtics policíclics, possibles materials de partida per a la formació de la vida. Els hidrocarburs aromàtics policíclics sembla haver-se format ja en dos mil milions d'anys després del big-bang, s'han generalitzat en tot l'univers, i s'associen amb noves estrelles i exoplanetes.